# Kopnięcie boczne
Kopnięcie boczne – kopnięcie wykonywane z biodrami zwróconymi bokiem do kierunku ataku. Kopnięcie to, potocznie zwane "bocznym", jest skierowane piętą lub zewnętrzną krawędzią zgiętej stopy ustawionej poziomo. Istnieją rozmaite formy tego kopnięcia: forma  "wtłoczenia" z działaniem biodra, forma "smagnięcia" z kolanem i trzecia łącząca dwa poprzednie sposoby.

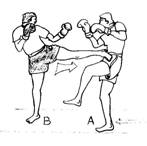
Kopnięcie boczne w tułów, tutaj jako cios kontrujący
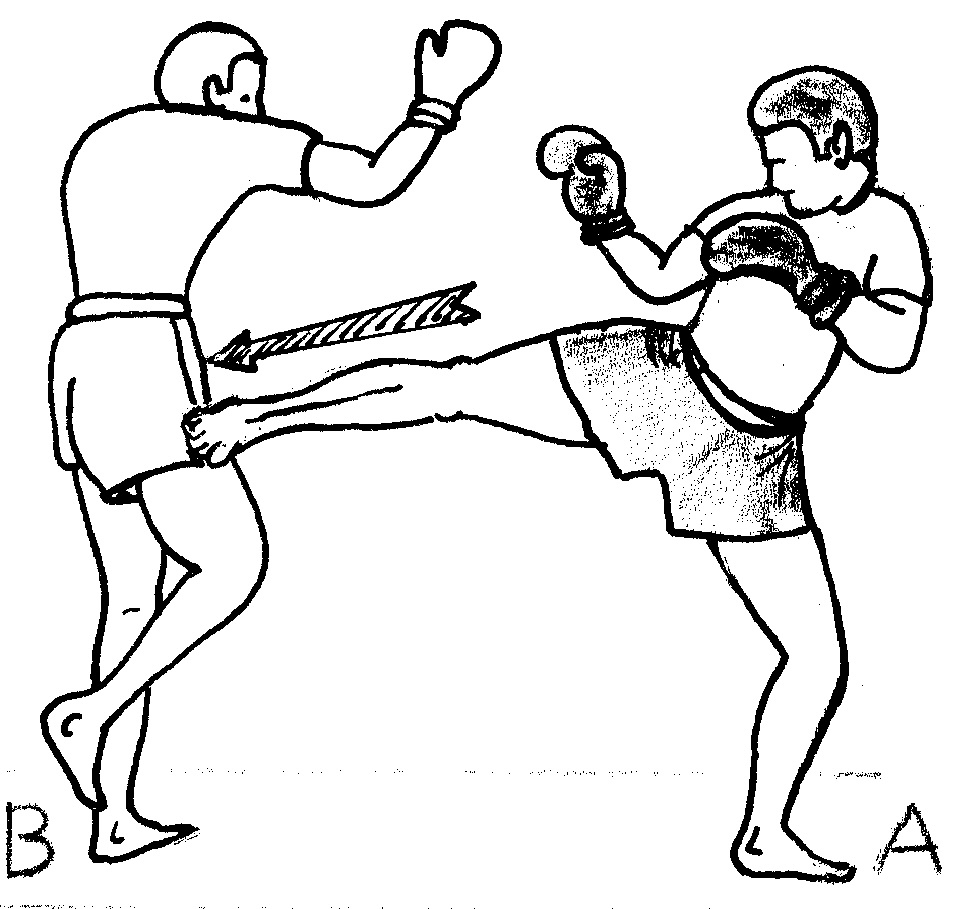
Kopnięcie boczne w udo, tutaj jako cios powstrzymujący
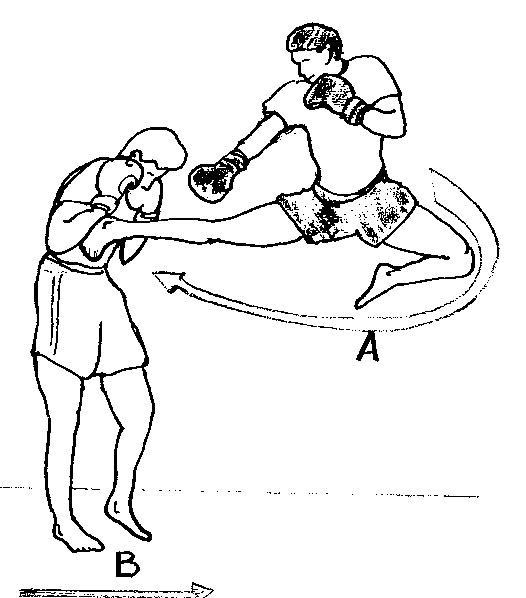
Kopnięcie boczne z wyskoku (ang. flying side-kick)